# Thomas Christian Tychsen

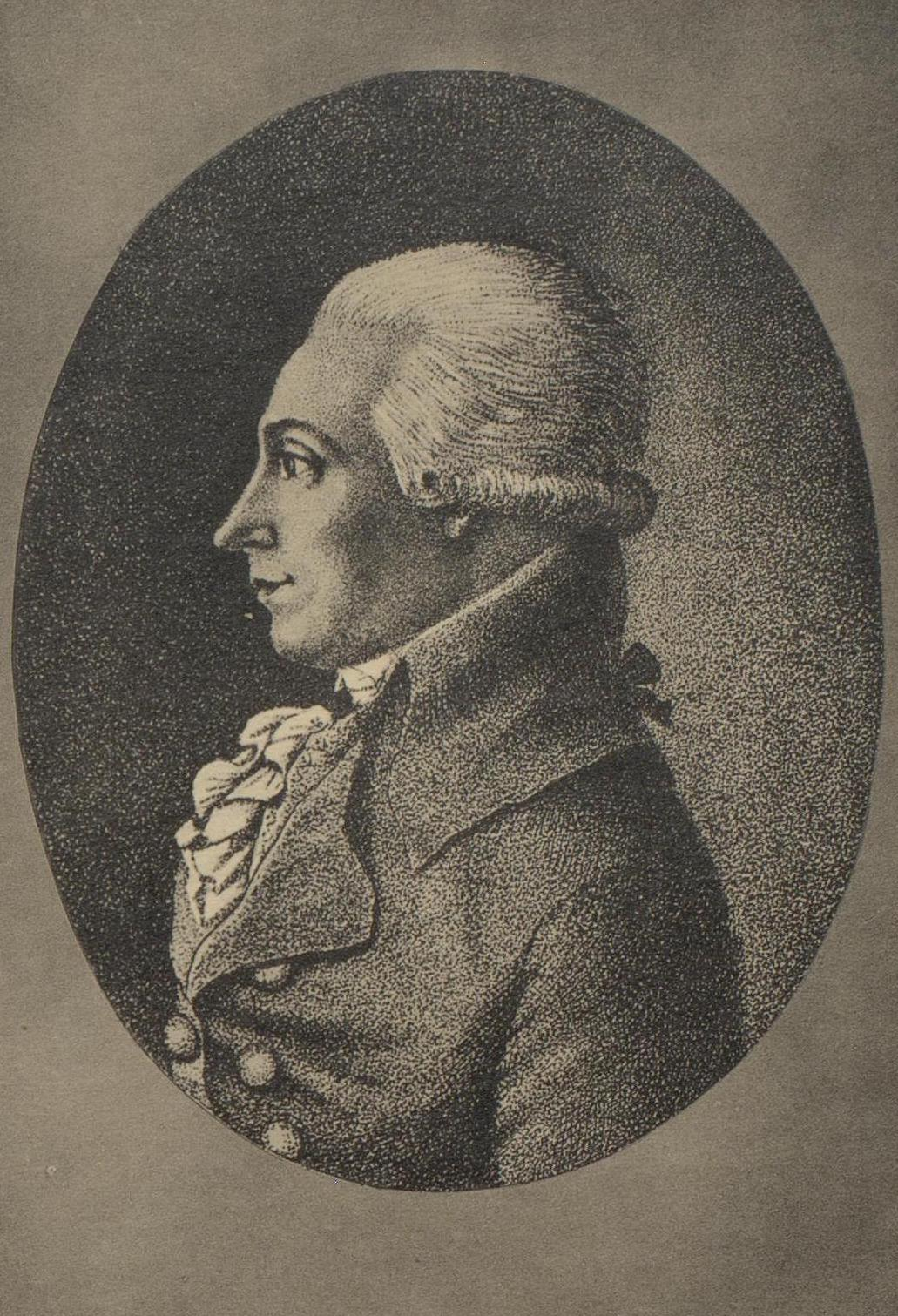
Thomas Christian Tychsen

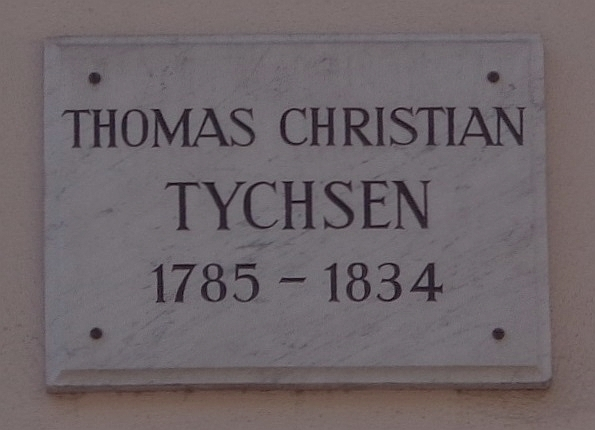
Göttinger Gedenktafel für den Orientalisten Thomas Christian Tychsen in Göttingen, Gotmarstraße 3

Thomas Christian Tychsen (* 8. Mai 1758 in Horsbüll, Schleswig; † 23. Oktober 1834 in Göttingen) war ein deutscher Orientalist.

## Leben
Tychsen studierte in Kiel und Göttingen, unternahm dann eine wissenschaftliche Reise durch Deutschland, Italien, Frankreich und Spanien. Er wurde 1784 a.o. Professor der Theologie an der Universität Göttingen, 1788 o.Professor der orientalischen Sprachen und 1797 ordentliches Mitglied der Göttinger Akademie der Wissenschaften.
Zu seinen Schülern zählten u. a. der Hebraist und Theologe Wilhelm Gesenius und der Orientalist, Theologe und Politiker Heinrich Ewald.
Tychsen war Mitglied der Göttinger Freimaurerloge Augusta zum goldnen Zirkel.
Seine durch Schönheit und Talente ausgezeichnete Tochter Cäcilie (gest. 1812 im Alter von 18 Jahren) besang der Dichter Ernst Schulze in dem gleichnamigen epischen Gedicht.

## Zitat
„"Das Alte Testament konnten wir beide in der Grundsprache nicht mit Geläufigkeit lesen; wir nahmen daher ein Privatissimum von wöchentlich drei Stunden bei dem Orientalisten Tychsen. Die Persönlichkeit des Mannes, eine gewisse Ungeschicklichkeit in den geselligen Formen, seine Gewohnheit, aus tönernen Pfeifen ununterbrochen Tabak zu rauchen, stießen den fein und vornehm erzogenen Krohn zurück; aber der Unterricht war vortrefflich und wir Schüler waren fleißig. Durch eine zweckmäßige Verdeutlichung der etymologischen Gesetze der hebräischen Sprache wurde es uns leicht, uns einen ziemlichen Vorrat von Wörtern anzueignen und einige Geläufigkeit im Verstehen der historischen Bücher des Alten Testaments zu gewinnen. Er stellte mir ein Zeugnis aus, nach welchem ich sogleich als Dozent auf einem Universitätskatheder hätte auftreten können; ich selbst aber traute mir nicht zu, auch nur den Elementarunterricht an dem später meiner Leitung anvertrauten Gymnasium zu übernehmen, so wünschenswert dieses gewesen wäre."“

## Schriften
- Grundriß einer Archäologie der Hebräer. Göttingen 1789.
- Grammatik der arabischen Schriftsprache. Göttingen 1823.
- Ausgabe des Quintus Smyrnaeus. Straßburg 1807
- verschiedene Essays über Numismatik, Paläographie und andere Gebiete.